# دنگوز علیا
دنگوز علیا، روستایی از توابع بخش مرکزی شهرستان بوکان در استان آذربایجان غربی ایران است.
روستایی به‌غایت قدیمی که تخمین قدمت آن کار بسیار دشواری است. این روستا دارای زمین‌های بسیار مرغوب جهت کشاورزی است.
امروزه این روستا تقریباً خالی از سکنه است.

## جمعیت
این روستا در دهستان آختاچی قرار دارد و براساس سرشماری مرکز آمار ایران در سال ۱۳۸۵، جمعیت آن ۱۳۶ نفر (۲۴خانوار) بوده‌است.